# Смоляковка
Смоляковка (Мокрая) — река в России, протекает по Гагаринскому району Смоленской области. Левый приток реки Гжать.

## География
Смоляковка берёт начало неподалёку от деревни Большие Подъёлки. Течёт на северо-восток через берёзово-осиновые леса. Впадает в Вазузское водохранилище на реке Гжать. Устье реки находится в 21 км по левому берегу реки Гжать. Длина реки составляет 13 км.

## Данные водного реестра
По данным государственного водного реестра России относится к Верхневолжскому бассейновому округу, водохозяйственный участок реки — Вазуза от истока до Зубцовского гидроузла, без реки Яуза до Кармановского гидроузла, речной подбассейн реки — бассейны притоков (Верхней) Волги до Рыбинского водохранилища. Речной бассейн реки — (Верхняя) Волга до Куйбышевского водохранилища (без бассейна Оки).